# Zahorce
Zahorce (ukr. Загірці) – wieś w obwodzie lwowskim, w rejonie złoczowskim na Ukrainie. Do scalenia w 1934 r., w II Rzeczypospolitej miejscowość była siedzibą gminy wiejskiej w powiecie złoczowskim województwa tarnopolskiego.
Do 2020 w rejonie brodzkim. 

## Położenie
Na podstawie Słownika geograficznego Królestwa Polskiego i innych krajów słowiańskich to: wieś w powiecie złoczowskim, położona 7 km na wschód od sądu powiatowego w Olesku i 19 km na północ od sądu powiatowego, stacji kolejowej i urzędu poczty i telegrafu w Złoczowie.